# Ариш
Ариш, някъде Ел Ариш (на арабски: العريش Ал ʿАриш) е град в Североизточен Египет, административен център и най-голям град (с население от 114 900 жители (2002)) на област (мухафаза) Северен Синай. Разположен е в северната част на Синайския полуостров, на брега на Средиземно море, на 344 км североизточно от Кайро.
В града са разположени някой от факултетите на Университета на Суецкия канал.
Ел Ариш е от големите уади, в който се получават води от широк район в Синай, което е причина за характерните внезапни наводнения.

## История
Днешният град се въздига покрай бедуинско селище разположено близо до Риноколура – египетски военен пост от времето на династията на Птолемеите. През Средновековието, преминаващите поклонници погрешно разпознават мястото като споменавания в Библията Суккот. Ариш, буквално от арабски език означава „палмов орех“.